# Semei Kakungulu

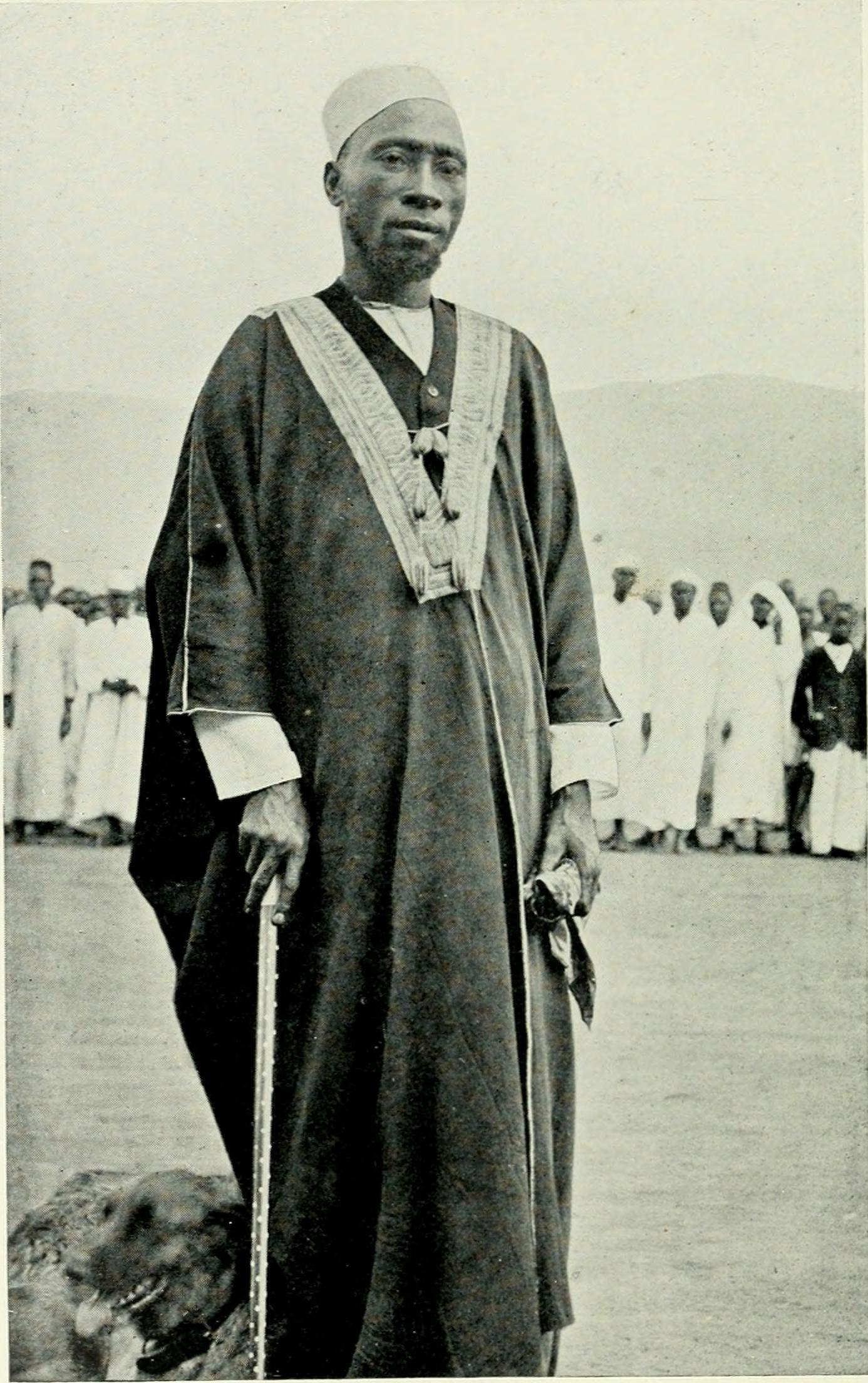
Semei Kakungulu

Semei Kakungulu (* 1869; † 24. November 1928) war ein ugandischer Krieger und Begründer der Abayudaya.
Während der Errichtung der Kolonialherrschaft über Uganda kämpfte Kakungulu für die Briten und eroberte die Gegenden von Bukedi und Busoga. Zudem nahm er von ihnen den protestantischen Glauben an. Er wurde mit einem Gouverneursposten in Ostuganda belohnt, wo er die Stadt Mbale gründete. Doch sein Bestreben von den Briten als ein König anerkannt zu werden, ähnlich wie es sie in den anderen Gebieten des Protektorats gab, war erfolglos und das Missverhältnis zwischen in der Bibel niedergeschriebenem und realem Religionsverständnis der Briten war Kakungulu befremdlich, so dass er mit den Briten brach und sich auch von ihrem Glauben abwandte. Er näherte sich der Sekte der Abamalaki, die einen christlichen Glauben mit jüdischen Elementen lebten. Die jüdischen Gebote sprachen Kakungulu so sehr an, dass er die Abamalaki verließ und erklärte, nun Jude zu sein und nach den jüdischen Geboten zu leben. Er scharte Anhänger um sich, mit denen er bei Mbale siedelte und die Abayudaya bildete.

## Bibliographie
- Ebigambo ebiva mukitabo ekitukuvu (Zitate aus dem Heiligen Buch)